# 凱爾采克拉科夫主教宮
凱爾采克拉科夫主教宮（波蘭語：Pałac Biskupów Krakowskich w Kielcach）是一座修建於17世紀的建築，位於波蘭城市凱爾采。

## 历史
這座建築曾是克拉科夫主教的夏宮，外觀融合了波蘭和義大利傳統建築的風格，反映出建築主人在政治上的野心。現在這座建築是國立波蘭博物館的一部分，主要展示波蘭畫家的繪畫作品。